# Karolinów (województwo lubelskie)

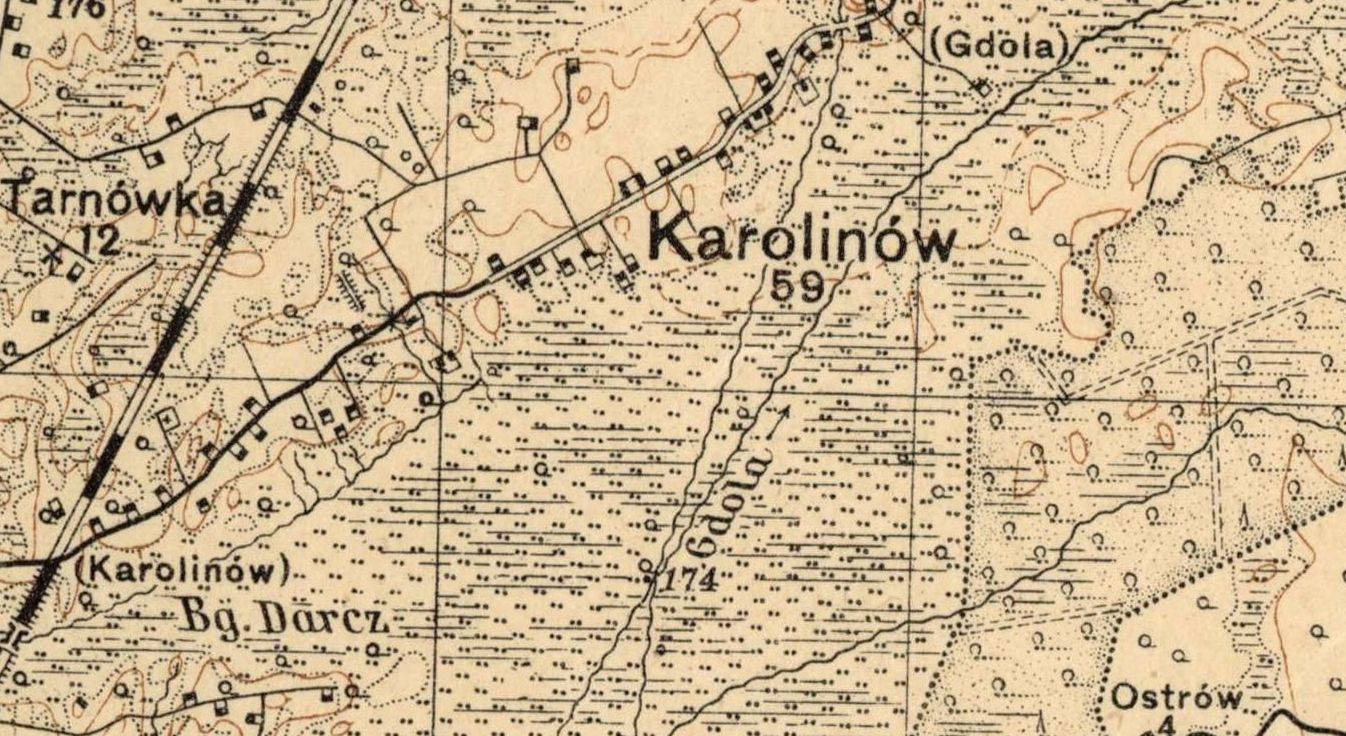
Karolinów na mapie Wojskowego Instytutu Geograficznego z 1931 r.

Karolinów – kolonia w Polsce położona w województwie lubelskim, w powiecie chełmskim, w gminie Ruda-Huta.
| SIMC    | Nazwa       | Rodzaj     |
| ------- | ----------- | ---------- |
| 0106253 | Karolinówka | przysiółek |

Do 1954 r. należała do gminy Krzywiczki. W latach 1975–1998 miejscowość administracyjnie należała do województwa chełmskiego. 
Wieś stanowi sołectwo gminy Ruda-Huta. Według Narodowego Spisu Powszechnego (III 2011 r.) liczyła 250 mieszkańców i była szóstą co do wielkości miejscowością gminy.
Wierni Kościoła rzymskokatolickiego należą do parafii św. Stanisława i Niepokalanego Serca Najświętszej Maryi Panny w Rudzie-Hucie.

## Historia
Miejscowość wydzielona z dóbr serebryskich w 1870 r. W 1881 r. na terenie wsi zaczęli osiedlać się koloniści niemieccy, którzy ok. 1883 r. zbudowali niewielką świątynię i kantorat (szkołę), istniejące do 1901 r. W miejscowości powstał też cmentarz, którego resztki zachowały się do chwili obecnej. Według spisu powszechnego z 30 września 1921 r. miejscowość liczyła 294 mieszkańców, w tym deklarujących narodowość polską 289, żydowską 5, wyznanie rzymskokatolickie 45, prawosławne 4, ewangelickie 229, mojżeszowe 16. W 1940 r. niemieckie władze okupacyjne nakazały potomkom kolonistów niemieckich opuszczenie wsi. Na ich miejsce sprowadzono Polaków wysiedlonych z Poznańskiego, którzy po wojnie powrócili w rodzinne strony. Ich miejsce z kolei zajęli częściowo przybysze z terenów zajętych przez ZSRR. W 1916 r. wieś liczyła 182 mieszkańców, w 1943 - 360, w 1946 - 256, w 1965 - 286, w 1998 - 278, w 2000 - 268.